# Большой Ломбенур
Большой Ломбенур (горномар. Кого Ломбенур) — деревня в Килемарском районе Республики Марий Эл. Входит в состав городского поселения Килемары.

## География
Находится в западной части республики Марий Эл на расстоянии приблизительно 7 км по прямой на север от районного центра посёлка Килемары.

## История
Образована в начале 1930-х годов переселенцами из Вятской губернии. В 1933 году здесь проживали 272 человека. В 1939 году в деревне проживали 209 человек, в 1943 году в 22 дворах проживали 73 человека. В 1962 году в деревне в 22 хозяйствах проживали 76 человек. В советское время работали колхоз «Большевик», совхоз «Броневик», позже СПК «Васени».

## Население
Население составляло 55 человек (русские 38 %, мари 54 %) в 2002 году, 34 в 2010.